# Meno Blanco
El río Meno Blanco (en alemán: Weiße Main) es, junto con el Meno Rojo, una de las dos cabeceras del río Meno. Tiene una longitud de 52 km, desde su nacimiento en Fichtelgebirge hasta llegar a Kulmbach, donde se junta al citado Meno Rojo, formando el Meno.
Otras ciudades en su curso son: Bischofsgrün, Fröbershammer, Lanzendorf o Himmelkron.